# Cantor-Raum
Der Cantor-Raum {\displaystyle {\mathcal {C}}} (nach dem deutschen Mathematiker Georg Cantor) ist ein topologischer Raum. Er ist – neben dem Baire-Raum – von besonderer Bedeutung für die deskriptive Mengenlehre. Er findet Anwendungen in den Theorien unendlicher Spiele und unendlicher Automaten. Der Cantor-Raum wird dabei in der Regel als Raum aller Folgen auf der Menge {\displaystyle \{0,1\}} angesehen. Er ist homöomorph zur Cantor-Menge, einem Teilraum der reellen Zahlen, d. h. sämtliche topologischen Eigenschaften sind dieselben. Dieser Artikel behandelt dabei den Raum aus der Sicht der deskriptiven Mengenlehre, wobei etwa die Einbettung in die reellen Zahlen keine Rolle spielt.

## Definition
Sei {\displaystyle {\mathcal {C}}:=\{0,1\}^{\mathbb {N} }} die Menge aller Folgen von Werten {\displaystyle 0} oder {\displaystyle 1}. Betrachtet man auf {\displaystyle \{0,1\}} die diskrete Topologie, so ergibt sich dadurch mittels der Produkttopologie eine Topologie auf {\displaystyle {\mathcal {C}}}. {\displaystyle {\mathcal {C}}} mit dieser topologischen Struktur heißt Cantor-Raum. Da {\displaystyle \{0,1\}} mit der diskreten Topologie ein kompakter polnischer Raum ist, ist auch dieses abzählbare Produkt ein kompakter polnischer Raum. Eine konkretere Vorgehensweise, um zu zeigen, dass es sich um einen polnischen Raum handelt, ist wie folgt: Die Topologie wird durch eine Metrik {\displaystyle d} induziert, die wie folgt gegeben ist:
{\displaystyle d\colon {\mathcal {C}}\times {\mathcal {C}}\to \mathbb {R} ,(x,y)\mapsto {\frac {1}{2^{n(x,y)}}}}
Hierbei bezeichne {\displaystyle n(x,y)} die erste Stelle, in der sich die Folgen {\displaystyle x} und {\displaystyle y} unterscheiden. Es handelt sich dabei sogar um eine Ultrametrik. Der Raum ist separabel, da die schlussendlich {\displaystyle 0} werdenden Folgen eine abzählbare, dichte Teilmenge bilden. Die Vollständigkeit lässt sich analog zu den reellen Zahlen zeigen, mittels der dyadischen Entwicklung entsprechen die reellen Zahlen im Intervall {\displaystyle \left[0,1\right]}, gerade solchen Folgen, wobei allerdings auf unendlich viele {\displaystyle 1}en endende Folgen mit auf unendlich viele {\displaystyle 0}en endenden Folgen identifiziert werden.

## Eigenschaften der Topologie
Viele Eigenschaften des Cantor-Raums sind analog zu solchen des Baire-Raums, etwa mögliche Charakterisierungen der Stetigkeit und der Konvergenz:
Eine Funktion {\displaystyle f\colon {\mathcal {C}}\to {\mathcal {C}}} ist genau dann in einem Punkt {\displaystyle x} stetig, wenn für jedes {\displaystyle n\in \mathbb {N} } ein {\displaystyle m\in \mathbb {N} } existiert, sodass die ersten {\displaystyle m} Stellen von {\displaystyle x} die ersten {\displaystyle n} Stellen von {\displaystyle f(x)} bestimmen. Eine Folge konvergiert genau dann, wenn für jedes {\displaystyle n\in \mathbb {N} } ein {\displaystyle m\in \mathbb {N} } existiert, sodass ab dem {\displaystyle m}-ten Folgenglied die ersten {\displaystyle n} Stellen stets übereinstimmen. Dies ist anders als bei der dyadischen Entwicklung reeller Zahlen, dort können aufgrund der oben genannten Identifikation die Stellen in der Entwicklung bei rationalen, dyadischen Grenzwerten völlig andere sein (0,1, 0,11, 0,111, … konvergiert gegen 1,000…).
Da der Cantor-Raum ultrametrisierbar ist, ist er total unzusammenhängend und somit sogar ein Stone-Raum. Zudem ist er ein perfekter polnischer Raum, da er keine isolierten Punkte enthält.
Der Cantor-Raum ist in dem Sinne universell für die kompakten polnischen Räume, dass jeder kompakte polnische Raum stetiges Bild des Cantor-Raums ist (Satz von Alexandroff-Urysohn).

## Verschiedene Cantor-Räume
Es stellt sich heraus, dass der Cantor-Raum homöomorph zu zahlreichen ähnlichen oder abgeleiteten Strukturen ist, was ihn in der deskriptiven Mengenlehre und der Automaten- und Spieltheorie leicht handhabbar macht: {\displaystyle {\mathcal {C}}} ist homöomorph zu {\displaystyle {\mathcal {C}}^{n}} für {\displaystyle n\in \mathbb {N} }, {\displaystyle {\mathcal {C}}^{\mathbb {N} }} und {\displaystyle \{0,1\}\times {\mathcal {C}}}. Somit kann man zum Beispiel einfach von Projektionen von Mengen sprechen, ohne in einen Produktraum wechseln zu müssen. Oder es lassen sich etwa Relationen zwischen Elementen des Cantor-Raums genauso wie einfache Teilmengen behandeln. 

Visualisierung des nebenstehenden Homöomorphismus: Oben die Teilräume von Mengen mit gemeinsamem Präfix in nach Präfixen angeordnet (oberste Ebene: gesamter Raum, zweite: Unterräume mit Präfix, oder, …), unten in. Das Bild eines Teilraums trägt dieselbe Farbe.

Auch Folgen über größeren endlichen Mengen führen zu derselben Topologie. Es spielt also für die topologischen Betrachtungen keine Rolle, wenn man etwa bei einer Anwendung in der Automatentheorie nicht-binäre Alphabete zulässt. Sei etwa ein Raum {\displaystyle {\mathcal {C}}^{\prime }:=\{0,\ldots ,b-1\}^{\mathbb {N} }} mit der Produkttopologie und {\displaystyle 1<b\in \mathbb {N} } gegeben. Definiere nun eine Abbildung {\displaystyle f\colon {\mathcal {C}}^{\prime }\to {\mathcal {C}}}, die jedes Folgenglied {\displaystyle k} durch ein binäres Wort {\displaystyle u(k)} mit
{\displaystyle u(k)=0^{k}1} für {\displaystyle 0\leq k<b-1}, {\displaystyle u(k-1)=0^{k-1}} sonst
ersetzt. {\displaystyle f} ist ein Homöomorphismus, denn: Sind im {\displaystyle \{0,\ldots ,b-1\}^{\mathbb {N} }} die ersten {\displaystyle n} Stellen festgelegt, so sind es im Bild auch mindestens so viele. Umkehrung stetig: Sind im {\displaystyle {\mathcal {C}}} die ersten {\displaystyle n} Stellen festgelegt, so sind es im Bild auch mindestens {\displaystyle \lfloor \textstyle {\frac {n}{b}}\rfloor } viele.
Tatsächlich ist sogar jeder perfekte, polnische Stone-Raum homöomorph zum Cantor-Raum (äquivalent dazu: jeder perfekte, metrisierbare Stone-Raum). (siehe nächster Abschnitt zum Beweis)
Schlussendlich sei noch ein Homöomorphismus zur Cantor-Menge genannt: Die Funktion
{\displaystyle f\colon {\mathcal {C}}\to \left[0,1\right],s\mapsto \sum _{i=0}^{\infty }2\cdot s(i)\cdot 3^{-i-1}}
ist ein Homöomorphismus auf ihr Bild – die Cantor-Menge, die Menge der reellen Zahlen im abgeschlossenen Einheitsintervall, deren ternäre Entwicklung keinerlei {\displaystyle 1}en enthält. Die Topologie des Cantor-Raums wird mittels dieses Homöomorphismus also auch durch die Metrik auf den reellen Zahlen erzeugt, wobei diese vollständig ist, da in einem kompakten Raum alle die Topologie induzierenden Metriken vollständig sind.

## Zur Universalität
Der Baire-Raum hat die besondere Eigenschaft, dass jeder polnische Raum stetiges Bild dieses Raumes ist. Diese Eigenschaft besitzt der Cantor-Raum nicht, schließlich ist er kompakt, weshalb nur kompakte Räume stetiges Bild seiner sein können. Jedoch gilt, dass jeder kompakte polnische Raum stetiges Bild des Cantor-Raums ist (dies sind gerade die kompakten Hausdorffräume, die das zweite Abzählbarkeitsaxiom erfüllen, diese sind nach dem Metrisierbarkeitssatz von Urysohn metrisierbar und, da sie kompakt sind, bezüglich jeder Metrik vollständig; ebenso sind dies genau die kompakten metrisierbaren Räume). Zum Beweis: Sei {\displaystyle X} ein kompakter metrisierbarer Raum. Konstruiere nun einen Baum von offenen Teilmengen, also für jedes Wort {\displaystyle w\in \mathbb {N} ^{*}} eine abgeschlossene Menge {\displaystyle C_{w}} mit natürlichen Zahlen {\displaystyle n_{w}} mit den folgenden Eigenschaften:
- {\displaystyle C_{\varepsilon }=X}
- {\displaystyle C_{wi}\subset C_{w}}
- {\displaystyle \operatorname {diam} (C_{w})\to 0} für {\displaystyle |w|\to \infty }
- {\displaystyle C_{w}=\bigcup _{i<n_{w}}C_{wi}}
- {\displaystyle C_{w}i=\emptyset \Leftrightarrow i\geq n_{w}}.

Hierzu wähle man für jeden Punkt in {\displaystyle C_{w}} abgeschlossene Kugeln, die hinreichend klein sind, um die dritte Bedingung erfüllen zu können (etwa mit einem Radius {\displaystyle \textstyle {\frac {1}{|w|}}}). Ihre offenen Kerne bilden eine offene Überdeckung von {\displaystyle C_{w}}, das als abgeschlossene Teilmenge eines Kompaktums kompakt ist. Somit existiert eine endliche Teilüberdeckung, deren Kardinalität {\displaystyle n_{w}} heiße, die jeweiligen Abschlüsse lassen sich nun als {\displaystyle C_{wi}} für {\displaystyle i<n_{w}} auswählen, die restlichen {\displaystyle C_{wi}} werden leer. Sei nun {\displaystyle {\mathcal {C}}^{\prime }} der Raum der Folgen {\displaystyle s} über den natürlichen Zahlen, für die für alle Indizes {\displaystyle i} {\displaystyle s(i)<n_{w|i}}. {\displaystyle {\mathcal {C}}^{\prime }} ist stetiges Bild des Cantor-Raums (die obige Konstruktion eines Homöomorphismus für Folgen über einer anderen endlichen Menge entspricht konstanten {\displaystyle n_{w}}, diese lässt sich entsprechend zu einer stetigen Abbildung von {\displaystyle {\mathcal {C}}} nach {\displaystyle {\mathcal {C}}^{\prime }} verallgemeinern). Die Funktion {\displaystyle f\colon {\mathcal {C}}^{\prime }\to X} mit {\displaystyle f(s)\in \textstyle \bigcap _{n\in \mathbb {N} }C_{s|n}} ist nach dem Intervallschachtelungsprinzip eindeutig definiert und surjektiv. Zudem ist es stetig, da Konvergenz von Folgen unter dieser Abbildung erhalten bleibt. Dies liefert also die gewünschte Abbildung.
Im Falle eines Raumes, der zusätzlich perfekt und total unzusammenhängend ist, lassen sich die {\displaystyle C_{wi}} disjunkt und perfekt und alle {\displaystyle n_{w}\geq 2} wählen, wodurch sich dann sogar ein Homöomorphismus ergibt.
Auf ähnliche Weise ergibt sich, dass jeder perfekte polnische Raum den Cantor-Raum enthält, woraus mit dem Satz von Cantor-Bendixson folgt, dass jeder überabzählbare polnische Raum die Kardinalität des Kontinuums hat. Auch enthält jeder vollständig metrisierbare, perfekte Raum den Cantor-Raum.

## Boolesche Algebra
Nach dem Darstellungssatz für Boolesche Algebren ist jede boolesche Algebra isomorph zu der booleschen Algebra der offenen und abgeschlossenen Mengen eines Stone-Raums (total unzusammenhängender, kompakter Hausdorffraum). Die offenen und abgeschlossenen Mengen des Cantor-Raums sind gerade die, die sich als endliche Vereinigung von Mengen aller Folgen mit einem festen gemeinsamen Präfix ({\displaystyle \{s\in {\mathcal {C}}\mid s|_{n}=w\}} mit {\displaystyle w\in \{0,1\}^{n}}) schreiben lassen, denn: Das Komplement einer solchen Menge ist offenbar wieder eine offene Menge, und da besagte Mengen mit gemeinsamem Präfix eine Basis der Topologie bilden, müssen alle weiteren offenen Mengen nur als unendliche Vereinigung solcher Mengen darstellbar sein, deren Komplement dann nicht offen ist, da kein solches Basiselement enthalten sein kann. Somit sind die angegebenen tatsächlich alle offenen und abgeschlossenen Mengen. Diese boolesche Algebra ist also abzählbar und besitzt keine Atome, d. h. minimale Nicht-Nullelemente, denn jede nichtleere offene und abgeschlossene Menge zerfällt wiederum in zwei solche Mengen. Sei umgekehrt ein perfekter Stone-Raum mit abzählbar vielen offenen und gleichzeitig abgeschlossenen Mengen gegeben. Da ein Stone-Raum stets nulldimensional ist, bilden diese Mengen eine Basis, die somit abzählbar ist. Es ergibt sich aus obiger Charakterisierung, dass der Raum homöomorph zum Cantor-Raum ist. Nun folgt aus dem Darstellungssatz für Boolesche Algebren, dass je zwei abzählbar unendliche boolesche Algebren ohne Atome isomorph sind, denn ihr zugehöriger Stone-Raum ist gerade stets der Cantor-Raum (wäre der zugehörige Stone-Raum nicht perfekt, so besäße die boolesche Algebra Atome).

## Gruppenstruktur
Mittels der komponentenweisen Addition im {\displaystyle \mathbb {Z} /2\mathbb {Z} } wird der Cantor-Raum auch zu einer kompakten, abelsch topologischen Gruppe (Produkte topologischer Gruppen sind wieder topologische Gruppen), genannt Cantor-Gruppe. Diese wird auch seitens der harmonischen Analyse betrachtet, die Walsh-Funktionen sind dabei Charaktere dieser Gruppe.